# Travneve, Oleksandria
Travneve (în ucraineană Травневе) este localitatea de reședință a comunei Proletarske din raionul Oleksandria, regiunea Kirovohrad, Ucraina.

## Demografie
Componența lingvistică a localității Travneve
     Ucraineană (93,95%)
     Rusă (4,21%)
     Română (1,84%)
Conform recensământului din 2001, majoritatea populației localității Travneve era vorbitoare de ucraineană (93,95%), existând în minoritate și vorbitori de rusă (4,21%) și română (1,84%).